# Zamarra
Zamarra – gmina w Hiszpanii, w prowincji Salamanka, w Kastylii i León, o powierzchni 47,88 km². W 2011 roku gmina liczyła 113 mieszkańców.